# Llista d'espècies de terídids

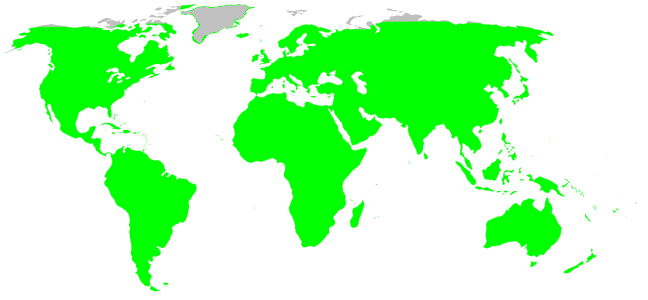
Distribució dels terídids

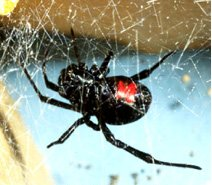
Latrodectus mactans

Llista d'espècies de terídids, una extensa família d'aranyes araneomorfes; el seu representant més conegut és la popular viuda negra (Latrodectus mactans). És una família amb una àmplia distribució per tot el món.
Hi ha la informació recollida fins al 21 de desembre de 2006, amb 87 gèneres i 2.248 espècies citades; el gènere Theridion és el més extens amb 579 espècies.
Degut a l'extensió del llistat aquest s'ha dividit en 4 articles d'una mida més assequible, seguint l'ordre alfabètic:
1. Llista d'espècies de terídids (A-C)
2. Llista d'espècies de terídids (D-K)
3. Llista d'espècies de terídids (L-S)
4. Llista d'espècies de terídids (T-Z)